# Lancia Thema
|  | Denne artikel omhandler den oprindelige Lancia Thema fra 1980'erne. For modellen fra 2011, se Lancia Thema (2011). |
Lancia Thema var en bilmodel i den øvre mellemklasse, produceret af den italienske bilproducent Lancia i årene 1984-1994. Modellen var en del af et samarbejde mellem Lancia, Fiat, Alfa Romeo og Saab. De øvrige modeller i samarbejdet var Fiat Croma, Alfa Romeo 164 og Saab 9000.
Der fandtes to udførelser, en 4-dørs sedan og en 5-dørs stationcar.
Da modellen blev introduceret i 1984 kunne der vælges mellem tre forskellige motorer, to benzinmotorer på 2,0 og 2,8 liter med hhv. 4 og 6 cylindre og 120 og 150 hk. Sidstnævnte var den såkaldte PRV-motor, bygget i joint venture mellem Peugeot, Renault og Volvo. Derudover fandtes der en turbodieselmotor på 2,4 liter med 101 hk. Motorprogrammet blev senere udvidet med 16-ventilede og turbomotorer.
Fra 1987 og 1992 fandtes modellen også i specialudgaven 8.32 med V8-motor på 3,0 liter fra Ferrari med 215 hk, som dog blev neddroslet til 205 hk i 1989.
I 1989, da der kom et lovkrav om katalysator på benzinmotorer over 2.000 cm³, blev nogle af motorerne neddroslet.
Modellen gennemgik facelifts i 1988 og 1992, og blev afløst af Lancia Kappa i 1994.

## Motorer[1]
| Model                          | Slagvolume                     | Effekt                         | Drejningsmoment                | Topfart                        | 0–100 km/h sek.                | Byggeår                        |
| Thema-modeller med benzinmotor | Thema-modeller med benzinmotor | Thema-modeller med benzinmotor | Thema-modeller med benzinmotor | Thema-modeller med benzinmotor | Thema-modeller med benzinmotor | Thema-modeller med benzinmotor |
| ------------------------------ | ------------------------------ | ------------------------------ | ------------------------------ | ------------------------------ | ------------------------------ | ------------------------------ |
| 2000 i.e. 8V                   | 1995 cm³                       | 83 kW (113 hk) ved 5600/min    | 162 Nm ved 4000/min            | 191 km/h                       | 10,4                           | 1987–1989                      |
| 2000 i.e. 8V                   | 1995 cm³                       | 85 kW (116 hk) ved 5600/min    | 162 Nm ved 4000/min            | 195 km/h                       | 11,4                           | 1989–1995                      |
| 2000 i.e. 8V                   | 1995 cm³                       | 88 kW (120 hk) ved 5250/min    | 170 Nm ved 3300/min            | 195 km/h                       | 9,7                            | 1984–1989                      |
| 2000 i.e. 16V                  | 1995 cm³                       | 107 kW (145 hk) ved 6000/min   | 173 Nm ved 4000/min            | 202 km/h                       | 10,4                           | 1989–1992                      |
| 2000 i.e. 16V                  | 1995 cm³                       | 114 kW (155 hk) ved 6500/min   | 181 Nm ved 3500/min            | 205 km/h                       | 10,1                           | 1992–1995                      |
| 2000 i.e. Turbo 8V             | 1995 cm³                       | 122 kW (166 hk) ved 5500/min   | 290 Nm ved 2750/min            | 218 km/h                       | 7,2                            | 1985–1988                      |
| 2000 i.e. Turbo 8V             | 1995 cm³                       | 110 kW (149 hk) ved 5500/min   | 245 Nm ved 2700 /min           | 210 km/h                       | 7,9                            | 1988–1989                      |
| 2000 i.e. Turbo 16V            | 1995 cm³                       | 132 kW (179 hk) ved 5500/min   | 270 Nm ved 2500/min            | 222 km/h                       | 8,0                            | 1989–1992                      |
| 2000 i.e. Turbo 16V            | 1995 cm³                       | 151 kW (205 hk) ved 5750/min   | 304 Nm ved 3750/min            | 230 km/h                       | 7,2                            | 1992–1995                      |
| 2850 V6 i.e (12V)              | 2849 cm³                       | 110 kW (149 hk) ved 5250/min   | 245 Nm ved 2700/min            | 208 km/h                       | 8,2                            | 1985–1989                      |
| 2850 V6 i.e. (12V)             | 2849 cm³                       | 108 kW (147 hk) ved 5000/min   | 225 Nm ved 3500/min            | 205 km/h                       | 8,4                            | 1989–1992                      |
| 3000 V6 12V                    | 2959 cm³                       | 128 kW (174 hk) ved 5500/min   | 250 Nm ved 4500/min            | 220 km/h                       | 8,1                            | 1992–1995                      |
| 3.0 V8 32V (8.32)              | 2927 cm³                       | 158 kW (215 hk) ved 6750/min   | 285 Nm ved 4500/min            | 240 km/h                       | 6,8                            | 1987–1989                      |
| 3.0 V8 32V (8.32)              | 2927 cm³                       | 151 kW (205 hk) ved 6750/min   | 263 Nm ved 5000/min            | 235 km/h                       | 7,2                            | 1989–1992                      |
| Diesel                         |                                |                                |                                |                                |                                |                                |
| 2500 Turbo D                   | 2445 cm³                       | 74 kW (101 hk) ved 4100/min    | 217 Nm ved 2300/min            | 185 km/h                       | 11,9                           | 1985–1989                      |
| 2500 Turbo DS                  | 2499 cm³                       | 85 kW (116 hk) ved 3900/min    | 245 Nm ved 2200/min            | 195 km/h                       | 11,0                           | 1989–1992                      |
| 2500 Turbo DS                  | 2499 cm³                       | 85 kW (116 hk) ved 4100/min    | 245 Nm ved 2400/min            | 195 km/h                       | 11,5                           | 1992–1995                      |